# Municipio de Warren (condado de St. Joseph)
El municipio de Warren (en inglés: Warren Township) es un municipio ubicado en el condado de St. Joseph en el estado estadounidense de Indiana. En el año 2010 tenía una población de 7605 habitantes y una densidad poblacional de 89,03 personas por km².

## Geografía
Según la Oficina del Censo de los Estados Unidos, tiene una superficie total de 85.42 km², de la cual 83.31 km² corresponden a tierra firme y (2.47%) 2.11 km² es agua.

## Demografía
Según el censo de 2010, había 7605 personas residiendo. La densidad de población era de 89,03 hab./km². De los 7605 habitantes, estaba compuesto por el 92.15% blancos, el 4.51% eran afroamericanos, el 0.2% eran amerindios, el 0.74% eran asiáticos, el 0.01% eran isleños del Pacífico, el 0.97% eran de otras razas y el 1.42% pertenecían a dos o más razas. Del total de la población el 3.5% eran hispanos o latinos de cualquier raza.